# Chiemgauer
Chiemgauer je regionalna lokalna valuta, ki se je začela leta 2003 v kraju Prien am Chiemsee, na Bavarskem v Nemčiji. Poimenovana je po Chiemgau, regiji okrog jezera Chiemsee. Namenjena je povečevanju lokalnega zaposlovanja, podpiranju lokalne kulture in delanju lokalne prehranske verige bolj odporne. Chiemgauer je veljaven po fiksnem deviznem tečaju 1 Chiemgauer = 1€.
Izdani so bili bankovci za 1, 2, 5, 10, 20 in 50 Chiemgauerjev.
Januarja 2022 je bankovce Chiemgauer sprejemalo 416 podjetij.
Projekt je s svojimi dijaki začel srednješolski profesor Christian Gelleri leta 2003. Dijaki so bili zadolženi za oblikovanje in tiskanje vavčerjev, pa tudi za upravo, računovodstvo, oglaševanje in druge naloge. Chiemgauer je član mreže regionalnih valut Regiogeld (regiomoney association). Gellerija sta navdihnila ekonomista Silvio Gesell in Rudolf Steiner ter nekdanji Freigeld.